# Milan Kužela
Milan Kužela (* 27. dubna 1946 Bratislava, Československo) je československý hokejový obránce, který v nejvyšší hokejové lize hrál pouze za jeden tým, a to za bratislavský Slovan a reprezentoval Československo na mnoha mezinárodních turnajích. Získal zlatou medaili na památném mistrovství světa 1972.
Je členem slovenské hokejové síně slávy.

## Hráčská kariéra
Celá jeho podstatná hokejová kariéra je spjata s jedním hokejovým týmem - týmem HC Slovan Bratislava. Na Zimní stadion Ondreje Nepely začal chodit jako šestiletý, kde ho objevil známý bratislavský lovec talentů Miško Polóny. Jako mladík začínal v útoku, ale trenér Ladislav Horský ho přesunul do obrany, jeho předností byly tvrdé souboje a výborné čtení hry. V bratislavském týmu odehrál 25 sezón, z toho 16 jich bylo v nejvyšší hokejové soutěži (1966–1981, 1982–1983). V československé hokejové lize odehrál 532 zápasů, což ho řadí ve statistikách Slovanu Bratislava na třetí místo. Vstřelil 62 ligových gólů. Sezónu 1981/1982 odehrál za HK Bučina Zvolen.
V roce 1973 byl vyhlášen nejlepším pravým obráncem hokejové ligy.
Vzhledem k jeho politickým postojům byla jeho reprezentační kariéra kratší, než bylo nezbytně nutné. V roce 1974 při cestě na reprezentační akci do Německa před hranicí agenti StB zakázali Kuželovi společně s Jiřím Bublou překročit státní hranice. Důvodem bylo podezření z pokusu o emigraci. Do reprezentace se vrátil až po 5 letech, v roce 1979. Celkem v reprezentačním dresu odehrál 86 zápasů a vstřelil 5 gólů.

## Trenérská kariéra
Jako hrající trenér začal v sezóně 1983/84 u týmu HK Nové Zámky, v následující sezóně opět jako hrající trenér HK Piešťany. Jako trenér působil v následujících týmech - německý HC Burgau - i zde jako hrající trenér, dále jako trenér dorostu Slovanu a Danubie Bratislava, švýcarského HC Saasgrund, objevil se i v Itálii.